# Gynoplistia womba
Gynoplistia womba là một loài ruồi trong họ Limoniidae. Chúng phân bố ở miền Australasia.